# 高胱胺酸尿症
高胱胺酸尿症（英語：Homocystinuria）是一種遺傳病，會導致體內堆積甲硫胺酸、高胱胺酸、高半胱胺酸及複合雙硫化合物，造成智能不足、骨骼畸型、心血管疾病等。
此遺傳病的發生率約為20萬分之1。
遺傳方面，其遺傳方式為體染色體隱性遺傳。